# Моја велика мрсна православна свадба 2
Моја велика мрсна православна свадба 2 (енгл. My Big Fat Greek Wedding 2) америчка је романтична комедија из 2016. године. Режију потписује Кирк Џоунс, по сценарију Није Вардалос. Наставак је филма Моја велика мрсна православна свадба из 2002. године. Снимање је почело крајем маја 2015. године у Торонту.
Премијерно је приказан 15. марта 2016. године у Њујорку. Добио је негативне рецензије критичара, док је зарадио 90,6 милиона долара наспрам буџета од 18 милиона долара. Наставак, Моја велика мрсна православна свадба 3, приказан је у септембру 2023. године.

## Радња
Након што су провели већи део времена фокусирајући се на своју проблематичну ћерку, Тула и Ијан се суочавају са брачним проблемима, а морају да се носе и са још једним грчким венчањем — овога пута још већим и мрснијим.

## Улоге
| Глумац             | Улога                 |
| ------------------ | --------------------- |
| Нија Вардалос      | Тула Портокалос Милер |
| Џон Корбет         | Ијан Милер            |
| Елена Кампурис     | Парис Милер           |
| Лејни Казан        | Марија Портокалос     |
| Мајкл Константајн  | Гас Портокалос        |
| Андреа Мартин      | тета Вула             |
| Луис Мандилор      | Ник Портокалос        |
| Џија Каридес       | Ники                  |
| Џери Мендичино     | Таки                  |
| Џои Фатон          | Анђело                |
| Бес Мајслер        | бака                  |
| Ставрула Логотетис | Атина Портокалос      |
| Ијан Гомез         | Мајк                  |
| Марк Марголис      | Панос Портокалос      |
| Џон Стамос         | Георгије              |
| Рита Вилсон        | Ана                   |
| Алекс Вулф         | Бенет                 |
| Брус Греј          | Родни Милер           |
| Фиона Рид          | Харијет Милер         |
| Џејн Иствуд        | госпођа Вајт          |
| Кети Гринвуд       | Марџ                  |
| Роб Ригл           | представник           |
| Ешли Рејнс         | планер венчања        |
| Џеф Вајт           | Патрик                |